# Johann Friedrich Cotta (Theologe)

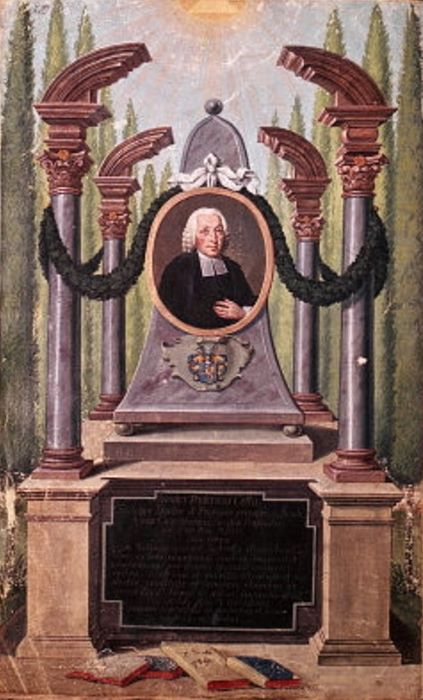
Totenbuch der Tübinger Stiftskirche: Johann Friedrich Cotta

Johann Friedrich Cotta (* 12./13. Mai 1701 in Tübingen; † 31. Dezember 1779 ebenda) war Kanzler und Professor primarius der Theologie in Tübingen.

## Leben und Wirken
Johann Friederich Cottas erstes Amt war 1733 die Professur der Philosophie in Tübingen. 1735 ging er als Professor der Theologie nach Göttingen. 1739 kam er als außerordentlicher Professor der Theologie und ordentlicher Professor der Geschichte, Poesie und Beredsamkeit wieder nach Tübingen zurück. Erst ab 1741 bekleidete er dort das ordentliche Lehramt der Theologie.

## Rezeption
Johann Friedrich Cotta war ein lutherischer Theologe, der am orthodox-kirchlichen System festhaltend der pietistischen Strömung fernblieb, jedoch nicht feindselig gegen den Pietismus auftrat. Seine rationalistischen Gedanken äußerte er z. B. in einer Vorlesung, die er, als Herzog Carl Eugen die der Tübinger Universität besuchte, in dessen Gegenwart über die legio fulminatrix hielt: Er reduzierte darin die Tradition auf einfache natürliche Vorgänge, die aber von der Vorsehung bestimmter Bedeutung gewesen seien. Als eigentliches Resultat der Untersuchung erwähnte er ein Lob auf die Kraft des Gebets, und sagte, dass er nie aufhören werde, für den Herzog zu beten.
In seinen Dissertationen, z. B. De angelis und De sede inferni, wird viel gelehrter Stoff angehäuft, aber die Resultate sind mager. Man begreift im Nachhinein kaum, warum sich ein so gelehrter Mann mit solchem Ernst abmühte, zu untersuchen, an welchem der sechs Schöpfungstage die Engel erschaffen seien, oder die Meinung zu widerlegen, der Höllenraum befinde sich in der Sonne.
Er hat über eine große Anzahl der verschiedensten philosophischen und theologischen Fächer Vorlesungen gehalten. Im Vorlesungsverzeichnis von 1734 bietet er an, in Philosophie, hebräischer Sprache und Kirchengeschichte alles vorzutragen, was sich die Studenten wünschten. Literarisch hat er sich außer einem nicht vollendeten Werk über Kirchengeschichte des Neuen Testaments, das für die Wissenschaft nicht epochemachend war, durch eine mit großer Sorgfalt zusammengestellte und mit Erläuterungen und Ergänzungen versehene Ausgabe von Johann Gerhards Loci theologici verdient gemacht.

## Familie
Er war der Großonkel väterlicherseits von Johann Friedrich Cotta.